# Lectio divina

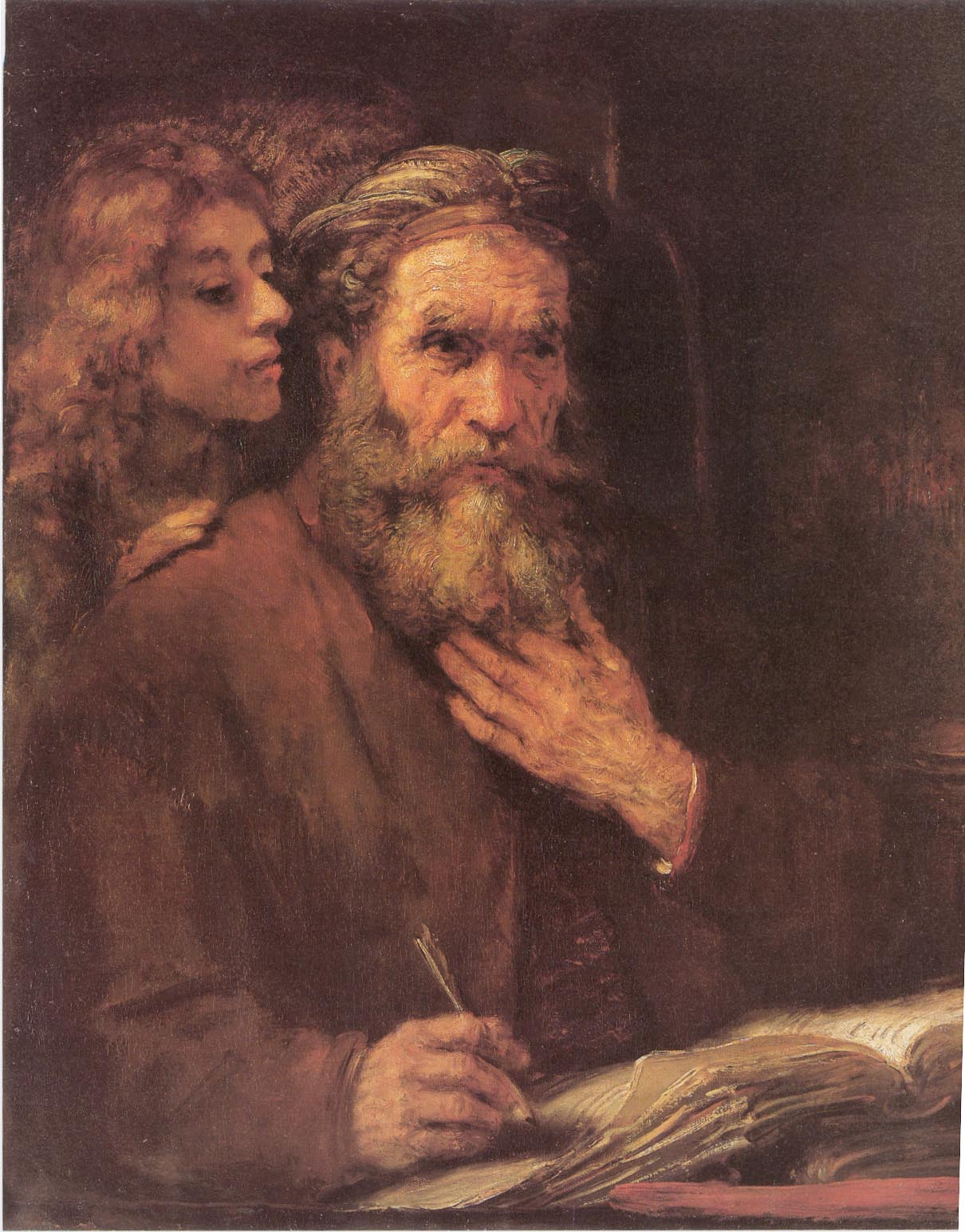
Rembrandt van Rijn: Evangelista Matouš

Lectio divina (latinsky Boží četba, svaté čtení) je metoda modlitby, rozšířená zvláště v římskatolické církvi. Samotný pojem lectio divina se objevuje již u Órigena (3. stol.), popis její dnešní formy se poprvé objevuje ve spise kartuziánského opata Guiga Scala paradisi (12. stol.). Přichází společně s mnišstvím. Je úzce spojována zvláště se spiritualitou benediktinského řádu.
Jde vlastně o rozjímavou četbu Bible, propojení četby biblického textu s vlastní modlitbou, meditací a kontemplací. Jako metoda četby Písma svatého neslouží k intelektuálnímu studiu biblických textů a nemá vést k teologickým úvahám, modlící se se při něm má spíše obracet k Duchu svatému (Paraklétovi), který podle katolické nauky tyto texty inspiroval.

## Metoda
Lectio divina by měla předcházet modlitba k Duchu svatému, který podle křesťanské víry Písmo vnuknul (2 Pt 1,21) a který také vede jeho čtenáře k jeho správnému výkladu. Tato modlitba není nijak podrobněji stanovena, lze při ní použít některou z obvyklých formulí nebo vlastní slova. 
Prvním krokem lectio divina je čtení (lectio), který kartuzián Guigo definuje jako "horlivý a soustředěný pohled do Písma"" a přirovnává ji k "předkládání pevné potravy ústům". Jde o pomalé přečtení zvoleného biblického úryvku, který je námětem rozjímání.
Pro volbu úryvku neexistují žádná pravidla, je možné jej zvolit tak, jak postupuje biblický text, podle jakéhokoli rozvrhu (např. podle lekcionáře), nebo i namátkou. Text by neměl být příliš dlouhý, doporučují se texty v rozsahu několika veršů, nebo jen několika slov (Guigo uvádí jako příklad vhodného námětu verš Mt 5,8: "Blaze těm, kdo mají čisté srdce, neboť oni uzří Boha.").
Přestože se text má několikrát opakovat (podle tradice alespoň čtyřikrát), opakování nemá být mechanické, při každém čtení se má člověk soustředit na jiné aspekty, hledat nové významy. V této fázi je možné pro lepší pochopení použít též komentáře, porovnání překladů a originálních textů a podobně.
Druhou část, rozjímání (meditatio) definuje Guigo jako "snahu mysli vypátrat pod vedením rozumu význam skryté pravdy". Člověk při něm usiluje o hlubší rozumové poznání významu textu. "Duchovní potrava", která byla ústům předložena ke čtení, je zde "rozlámána a rozmělněna". Člověk při rozjímání "nezůstává mimo, neutkví na povrchu, hlouběji vstupuje, proniká dovnitř, pátrá po jednotlivostech".
Třetí část, modlitba (oratio) má být odpovědí člověka na přečtený text, který je podle křesťanské víry Božím slovem, v modlitbě má člověk prosit Boha o to, co v úryvku poznal – například o růst v nějaké konkrétní ctnosti. Dle Guiga člověk v rozjímání "hledá poklad", totiž Boží milost, zjišťuje ale, že jej sám nemůže nalézt a proto v modlitbě prosí Boha o pomoc.
Čtvrtá část, nazírání (contemplatio) je podle Guiga "jakési povznesení mysli ponořené do Boha nad sebe, tam, kde zakouší radosti věčné slasti". Má jít o soustředění na milost, kterou Bůh člověku v četbě a modlitbě uděluje. Člověk zde zakouší chuť oné "duchovní potravy", totiž "slast, která těší a občerstvuje".
Lectio divina má končit děkovnou modlitbou a předsevzetím ke konkrétnímu zlepšení křesťanského života. Jako pátá fáze se někdy připojuje ještě čin (actio), totiž uplatnění poznatků z četby Písma v křesťanském životě, které je vlastním cílem lectio divina.
Na jiném místě svého spisu Guigo popisuje postup lectio divina parafrází Ježíšových slov: "Hledejte čtením a naleznete rozjímáním; tlučte modlitbou a bude vám otevřeno nazíráním." (někdy též uváděno jako citát sv. Jana od Kříže).

## Historie

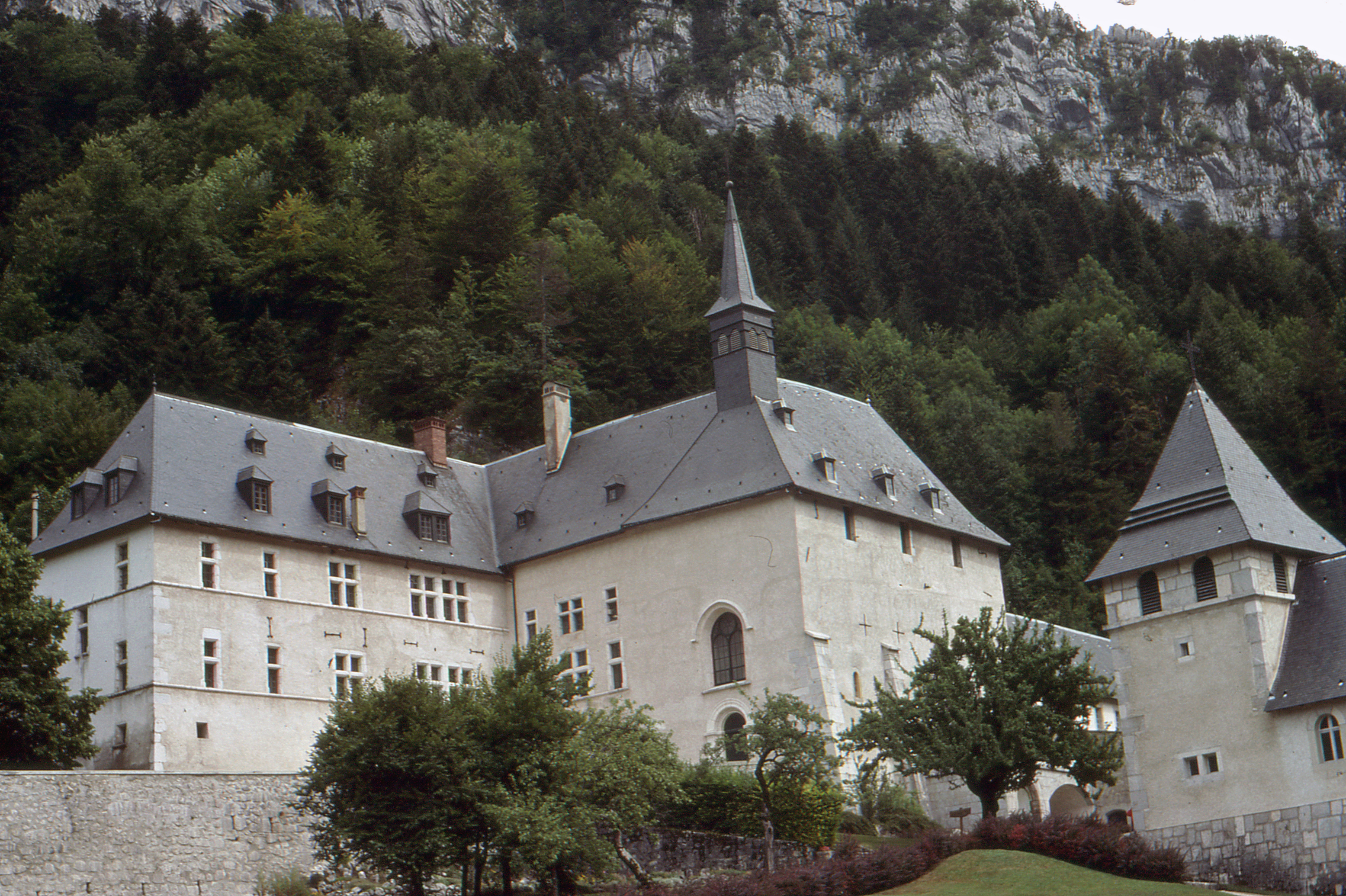
Klášter Velká Kartouza (Grande-Chartreuse), jehož opat Guigo poprvé popsal postup lectio divina

Pojem lectio divina používá již ve třetím století Órigenés (v Listě sv. Řehoři Divotvorci), nemíní tím však metodu v její dnešní podobě, ale prostě četbu bible spojenou s modlitbou, četbu, která neusiluje o pouhé intelektuální porozumění smyslu textu, ale o nalezení "smyslu svatých Písem, který mnozí přehlížejí". V tomto pojetí byla lectio divina od počátku důležitou součástí křesťanského mnišství.
V západním mnišství lectio divina zdůrazňuje především řehole sv. Benedikta. Řehole však pouze stanoví, v jaké míře se mají mniši lectio divina věnovat, nezabývá se podrobněji jeho metodou, zřejmě tedy zpočátku nešlo o takto systematický proces.
Jako metodu modlitby s přesně definovaným postupem ji poprvé popisuje až kartuzián Guigo, devátý opat Velké Kartouzy (opatem v letech 1174–1180), ve svém spise Scala paradisi. V tomto spise popisuje s mnoha biblickými odkazy základní strukturu, uvádí několik příkladů, popisuje také obvyklé chyby a nebezpečí této formy modlitby.
Guigův spis se stal velmi populárním zvláště mezi řeholníky, k autorům, kteří jím byli ovlivněni patřil také sv. Jan od Kříže, který přejímá některé Guigovy rady do svého spisu Výroky o světle a lásce.
Mezi laiky se tato metoda čtení biblických textů rozšířila až ve 20. století v důsledku 2. vatikánského koncilu, který v konstituci Dei Verbum zdůrazňuje nutnost jejího obnovení zvláště mezi klérem, ale i mezi laiky:
| „               | Proto všichni příslušníci duchovního stavu, především Kristovi kněží a další, kteří se jako jáhni nebo katecheti řádně věnují službě slova, musí zůstat v trvalém styku s Písmem vytrvalou duchovní četbou (v originále "lectio sacra") a důkladným studiem, aby se nikdo z nich nestal „jenom navenek povrchním kazatelem Božího slova, kterému uvnitř nenaslouchá“, když má – zvláště v posvátné liturgii – sdělovat věřícím, kteří jsou mu svěřeni, nezměrné bohatství Božího slova. Posvátný sněm naléhavě a důrazně vybízí také všechny věřící, především řeholníky, aby častým čtením Písma svatého získali „nesmírně cenné poznání Ježíše Krista“. „Vždyť neznat Písmo znamená neznat Krista.“ Ať tedy rádi přistupují přímo k posvátnému textu jak prostřednictvím posvátné liturgie, která oplývá božskými výroky, tak ve zbožné četbě nebo prostřednictvím vhodných vzdělávacích zařízení nebo pomocí jiných prostředků, které se v naší době všude chvályhodně šíří se souhlasem, a péčí pastýřů církve. Ať však pamatují, že četba Písma svatého má být provázena modlitbou, aby se stala rozhovorem mezi Bohem a člověkem. Neboť „jeho oslovujeme, když se modlíme; jemu nasloucháme, když čteme božské výroky“. | “ |
| — Dei Verbum 25 | |   |

Mezi katolickými laiky si lectio divina rychle získala oblibu, vyšla celá řada literatury, která se touto praktikou zabývá (v češtině např. ediční řada komentářů k lekcionáři v duchu Lectio divina od G. Zeviniho a P. G. Cabry v Karmelitánském nakladatelství, komentáře k evangeliím Pavlovým listům z pera Silvana Faustiho, vyšlé v nakladatelství Paulinky).
K významným propagátorům lectio divina patřil také papež Benedikt XVI., který její důležitost mnohokrát zdůraznil a široce doporučil její užívání kněžím i laikům.